# Joel Edgerton
Joel Edgerton (* 23. června 1974) je australský herec. Mezi jeho nejznámější filmy patří Star Wars: Epizoda II – Klony útočí (2002), Star Wars: Epizoda III – Pomsta Sithů (2005), Sexy botky (2005), Království zvěrstev (2010), Věc: Počátek (2011), Warrior (2011), Neobyčejný život Timothyho Greena (2012), 30 minut po půlnoci (2012) a Velký Gatsby (2013), Black Mass: Špinavá hra (2015) a Loving (2016).

## Životopis
Narodil se v městě Blacktown. V roce 1991 absolvoval na The Hills Grammar School.
Poté navštěvoval Nepean Drama School na University of Western Sydney, než se přemístil na divadelní jeviště, zvláště pro sydneyskou divadelní společnost ve hrách Blackrock, Third World Blues a Love for Love a pro Bell Shakespeare ve hře Jindřich V.. Následně se začal objevovat i v televizních seriálech.

## Osobní život
Edgerton je synem Marianne a Michaela Edgertonových. Jeho matka je ženou v domácnosti a otec je advokátem. Jeho bratr, Nash Edgerton, je kaskadérem a filmařem.

### Humanitární práce
Joel Edgerton se stal ambasadorem organizace The Fred Hollows Foundation a má k ní velice silný osobní vztah. Cílem organizace je obnovení zřetele na chudé země a zlepšit zdraví tamějších obyvatel. Edgerton v roce 2012 za účelem pomoci navštívil Nepál. Svůj sociální aktivismus a zapojení do The Fred Hollows Foundation popsal jako „útěk z materialistického světa“, který často herce obklopuje.

## Filmografie

### Film
| Rok           | Název                                                    | Role                  | Poznámky                             |
| ------------- | -------------------------------------------------------- | --------------------- | ------------------------------------ |
| 1996          | Loaded                                                   | Frog                  | Také producent                       |
| 1996          | Sluneční šíp                                             | Steve Fryman          |                                      |
| 1998          | Never Tell Me Never                                      | Pab                   |                                      |
| 1998          | Praise                                                   | Leo                   |                                      |
| 1998          | Bloodlock                                                | Danny                 | Také producent a scenárista          |
| 1999          | Secret Men's Business                                    | Baz                   |                                      |
| 1999          | Dogwatch                                                 | Sparrow               |                                      |
| 1999          | Erskineville Kings                                       | Wayne                 |                                      |
| 2000          | Zatracení rebelové                                       | Sem                   |                                      |
| 2001          | Saturn's Return                                          | Barney                |                                      |
| 2001          | The Pitch                                                | Muž                   | Také scenárista                      |
| 2002          | Dokonalá loupež                                          | Shane                 |                                      |
| 2002          | Star Wars: Epizoda II – Klony útočí                      | Owen Lars             |                                      |
| 2003          | Nepíchejte do Frankeiho                                  | Rod Blue              |                                      |
| 2003          | Ned Kelly                                                | Aaron Sherritt        |                                      |
| 2004          | Král Artuš                                               | Gawain                |                                      |
| 2005          | Sexy botky                                               | Charlie               |                                      |
| 2005          | Star Wars: Epizoda III – Pomsta Sithů                    | Owen Lars             |                                      |
| 2005          | The Mysterious Geographic Explorations of Jasper Morello | Jasper Morello (hlas) |                                      |
| 2006          | Sejmi eso                                                | Hugo Croop            |                                      |
| 2006          | Nezvaný host                                             | Peter                 |                                      |
| 2007          | Pavouk                                                   | záchranář             |                                      |
| 2007          | Crossbow                                                 | Otec                  |                                      |
| 2007          | Šepot                                                    | Vince Delayo          |                                      |
| 2008          | $9.99                                                    | Ron                   |                                      |
| 2008          | Za hranou                                                | Billy                 | také producent a scenárista          |
| 2008          | Father                                                   | Vypravěč              |                                      |
| 2008          | Acolytes                                                 | Ian Wright            |                                      |
| 2009          | The Waiting City                                         | Ben Simmons           |                                      |
| 2009          | Separation City                                          | Simon                 |                                      |
| 2010          | Legenda o sovích strážcích                               | Metal Beak (hlas)     |                                      |
| 2010          | Království zvěrstev                                      | Barry Brown           |                                      |
| 2011          | Warrior                                                  | Brendan Conlon        |                                      |
| 2011          | Věc: Počátek                                             | Sam Carter            |                                      |
| 2012          | Kdybys tu byl                                            | Dave                  |                                      |
| 2012          | Neobyčejný život Timothyho Greena                        | Jim Green             |                                      |
| 2012          | 30 minut po půlnoci                                      | Patrick               |                                      |
| 2013          | Velký Gatsby                                             | Tom Buchanan          |                                      |
| 2013          | Daň za svědomí                                           | Malcolm Toohey        | také scenárista                      |
| 2014          | EXODUS: Bohové a králové                                 | Pharaoh               |                                      |
| 2014          | Cesta                                                    | —                     | scenárista                           |
| 2015          | Life                                                     | John G. Morris        |                                      |
| 2015          | Black Mass: Špinavá hra                                  | John Connolly         |                                      |
| 2015          | Dárek                                                    | Gordon Moseley        | také režisér a scenárista            |
| 2016          | Lovingovi                                                | Richard Loving        |                                      |
| 2016          | Půlnoční dítě                                            | Lucas                 |                                      |
| 2016          | Pistolnice Jane                                          | Dan Frost             | také scenárista a producent          |
| 2017          | Bright                                                   | Nick Jakoby           |                                      |
| 2017          | Přicházejí v noci                                        | Paul                  |                                      |
| 2018          | Boy Erased                                               | Victor Sykes          | také režisér, scenárista a producent |
| 2018          | Gringo                                                   | Richard Rusk          |                                      |
| 2018          | Rudá volavka                                             | Nathaniel Nash        |                                      |
| 2019          | Král                                                     | Sir John Falstaff     | také scenárista a producent          |
| 2021          | Zelený rytíř                                             | Lord                  |                                      |
| 2022          | Třináct životů                                           | Richard Harris        |                                      |
| bude oznámeno | The Stranger                                             | Mark                  | také producent                       |
| bude oznámeno | Master Gardener                                          | Narvel Roth           |                                      |
| bude oznámeno | The Boys in the Boat                                     | Al Unbrickson         |                                      |

### Televize
| Rok        | Název                 | Role                       | Poznámky              |
| ---------- | --------------------- | -------------------------- | --------------------- |
| 1995, 1997 | Vládci kouzel         | Bazza                      | 2 díly                |
| 1995       | Záchranáři            | Andy                       | díl: "Wild Card"      |
| 1996, 1999 | Vodní krysy           | Aaron Lawrence             | 2 díly                |
| 1997       | Big Sky               | Pierce Bateman             | díl: "Lost and Found" |
| 1997       | Fallen Angels         | Scoob                      | díl: "The Faust Lane" |
| 1998       | Wildside              | Michael Savini             | díl 1.15              |
| 1999       | Secret Men's Business | Baz                        | TV film               |
| 2000       | Tři panáci            | Tom Cosgrove               | TV film               |
| 2001-2002  | Náš tajný život       | Will McGill                | hlavní role, 32 dílů  |
| 2002       | Dossa and Joe         | Robbo                      | 2 díly                |
| 2007       | Dangerous             | Senior Sergeant Mark Field | hlavní role, 8 dílů   |
| 2009       | Dirt Game             | Shane Bevic                | hlavní role, 6 dílů   |
| 2021       | Podzemní železnice    | Arnold Ridgeway            | minisérie, 7 dílů     |
| 2022       | Obi-Wan Kenobi        | Owen Lars                  | minisérie, 2 díly     |